# Yours Truly (Tenth Anniversary Edition)
Yours Truly (Tenth Anniversary Edition) Es la reedición del álbum de estudio debut de Ariana Grande Yours Truly, publicado el 25 de agosto de 2023, para conmemorar la semana del décimo aniversario del lanzamiento original del álbum. Anunciada el 19 de agosto de 2023 a través del Instagram de Grande, la reedición incluye versiones en directo de varias canciones del álbum, y se promocionó con vídeos de esas actuaciones en directo, así como preguntas y respuestas con Grande, una colección cápsula de merchandising y una reedición en vinilo disponible para pre-orden el 30 de agosto de 2023, la fecha exacta del aniversario del álbum original.

## Lista de Canciones
La reedición contiene las doce canciones originales así como también la versión Spanglish de "The Way" con Mac Miller, seguido de seis nuevas versiones de canciones "Live from London".

| N.º   | Título                                        | Escritor(es) | Duración |  |
| 1.    | «Honeymoon Avenue»                            | Khris Riddick-Tynes, Leon Thomas III, Antonio Dixon, Kenneth "Babyface" Edmonds, Thomas Brown, Travis Sayles, Patrick "J. Que" Smith, Ariana Grande | 5:39     |  |
| 2.    | «Baby I»                                      | Edmonds, Dixon, Smith | 3:17     |  |
| 3.    | «Right There» (con Big Sean)                  | Harmony Samuels, Carmen Reece, J. Lonny Bereal, James J-Doe Smith, Al Sherrod Lambert, Sean Anderson, Jeff Lorber, Ariana Grande.                   | 4:07     |  |
| 4.    | «Tattooed Heart»                              | Ariana Grande, Riddick-Tynes, Thomas, Dixon, Edmonds, Matt Squire, Smith                                                                            | 3:14     |  |
| 5.    | «Lovin' It»                                   | Ariana Grande, Edmonds, Dixon, Roy Hammonds, Mark Morales, Rickey Offord, Kirk and Nathaniel Robinson, Mark Rooney, Thomas                          | 3:00     |  |
| 6.    | «Piano»                                       | Samuels, Jahmaal Noel Fyffe, Parker Ighile, Anisa Moghaddam, Ariana Grande, Moses Samuels                                                           | 3:54     |  |
| 7.    | «Daydreamin'»                                 | Grande,Squire, Brown, Victoria McCants | 3:31     |  |
| 8.    | «The Way» (con Mac Miller)                    | Ariana Grande,Samuels, Amber Streeter, Al Sherrod Lambert, Jordin Sparks, Malcolm McCormick, Brenda Russell                                         | 3:47     |  |
| 9.    | «You’ll Never Know»                           | Riddick-Tynes, Thomas, Edmonds, Dixon | 3:34     |  |
| 10.   | «Almost Is Never Enough» (con Nathan Sykes)   | Samuels, Carmen Reece, Lambert, Olaniyi-Akinpelu, Moses Samuels, Ariana Grande.                                                                     | 5:27     |  |
| 11.   | «Popular Song» (con Mika)                     | Ariana Grande,Mika Penniman, Priscilla Renea, Mathieu Jomphe, Stephen Schwartz                                                                      | 3:20     |  |
| 12.   | «Better Left Unsaid»                          | Samuels, Courtney Harrell, Lambert, Olaniyi-Akinpelu, Moses Samuels, Ariana Grande.                                                                 | 3:32     |  |
| 13.   | «The Way» (Spanglish version; con Mac Miller) | H. Samuels | 3:47     |  |
| 50:10 |                                               | |          |  |

| Yours Truly (Tenth Anniversary Edition) |                                                |          |  |
| N.º                                     | Título                                         | Duración |  |
| 14.                                     | «Honeymoon Avenue» (live from London)          | 4:56     |  |
| 15.                                     | «Daydreamin'» (live from London)               | 3:30     |  |
| 16.                                     | «Baby I» (live from London)                    | 3:17     |  |
| 17.                                     | «Tattooed Heart» (live from London)            | 3:14     |  |
| 18.                                     | «Right There» (live from London; con Big Sean) | 3:17     |  |
| 19.                                     | «The Way» (live from London; con Mac Miller)   | 3:34     |  |
| 71:58                                   |                                                |          |  |